# Francesco Meregalli
Francesco Meregalli (Sesto San Giovanni, 18 febbraio 1918 – Lecco, 30 maggio 1991) è stato un allenatore di calcio e calciatore italiano, di ruolo centrocampista.

## Caratteristiche tecniche
Giocava come mediano o centromediano; era un giocatore stilisticamente poco raffinato ma combattivo e generoso.

## Carriera

### Giocatore
Cresce nei Giovani Calciatori Sestesi, da cui passa alle giovanili dell'Ambrosiana-Inter, con cui esordisce il 13 settembre 1936 in amichevole contro il Lugano. Nel 1937, dopo aver disputato 7 partite nella squadra riserve nerazzurra, viene posto in lista di trasferimento e passa al Varese, con cui partecipa al campionato di Serie C 1937-1938.
Nel 1938 lascia la formazione varesina e l'Ambrosiana lo cede definitivamente allo Spezia, militante in Serie B. Con gli aquilotti disputa tre campionati consecutivi, di cui due tra i cadetti, per un totale di 40 presenze e una rete in Serie B; nel 1941, dopo la retrocessione in Serie C, passa alla Reggiana con cui disputa 7 partite nel campionato di Serie B 1941-1942. Rientrato allo Spezia per fine prestito, l'anno successivo scende in Serie C con la maglia della neopromossa SGEM Villafranca.
Tra il 1943 e il 1945 milita una prima volta nel Lecco, con il quale partecipa al Torneo Misto Serie C-Prima Divisione e al Torneo Benefico Lombardo 1945. Al termine della guerra riprende l'attività nella Pro Sesto, squadra della città natale, dove rimane ininterrottamente fino al 1951, con l'eccezione di una stagione in Serie B di nuovo con il Lecco: nella squadra sestese disputa tre campionati consecutivi di Serie B, tra il 1947 e il 1950. Nel 1951, ormai trentatreenne, viene acquistato dal Piacenza, di cui diventa capitano nella stagione 1951-1952 conclusa con il primo posto nel girone B di Serie C e la mancata promozione dopo il girone finale. Nella stagione 1952-1953 perde il posto da titolare, collezionando 14 presenze in campionato, e nel 1953 torna per la terza volta al Lecco, dove resta senza collezionare presenze fino al 1956. Chiude la carriera con un biennio ancora nella Pro Sesto, come giocatore-allenatore.
Ha totalizzato 205 presenze e 2 reti in Serie B, con Spezia, Reggiana, Lecco e Pro Sesto.

### Allenatore
Inizia l'attività di allenatore nelle giovanili del Lecco, fino al 1956, e in seguito allena per due stagioni la Pro Sesto, nel campionato di IV Serie. Dopo un'annata sulla panchina del Ponte San Pietro, passa per tre stagioni al Seregno, e nella stagione 1962-1963 guida il Borgomanero, con cui ottiene il sesto posto nel campionato di Serie D. L'anno successivo torna a Piacenza in veste di allenatore: con gli emiliani, dopo un difficile avvio di stagione, ottiene la promozione in Serie C, e viene riconfermato anche per il campionato 1964-1965, nel quale fa applicare dalla sua squadra il catenaccio conducendola al sesto posto finale. Sul finire di stagione entra in contrasto con la dirigenza, e viene sostituito dall'allenatore-giocatore Francesco Duzioni a una giornata dal termine del campionato. Viene poi richiamato per l'ultima giornata, ricevendo le scuse della dirigenza, tuttavia a fine stagione viene sostituito definitivamente con Enrico Radio, e nell'estate 1965 passa sulla panchina del Fanfulla, appena retrocesso in Serie D: qui viene esonerato nel dicembre dello stesso anno, a causa dei risultati negativi ottenuti.
Negli anni successivi si stabilisce definitivamente a Lecco ricoprendo il ruolo di allenatore in seconda e delle giovanili blucelesti, promosso in Serie B nel 1972; rimane ai lariani fino al 1974, e nel campionato di Serie B 1972-1973 subentra all'allenatore titolare Angelo Longoni a dicembre, senza poter evitare la retrocessione in Serie C.

## Palmarès

### Club

#### Competizioni nazionali
- Serie C: 1

Spezia: 1939-1940
Piacenza: 1951-1952

### Allenatore
- Campionato italiano Serie D: 1

Piacenza: 1963-1964